# Brachionus ahlstromi
Brachionus ahlstromi är en hjuldjursart som beskrevs av Lindeman 1939. Brachionus ahlstromi ingår i släktet Brachionus och familjen Brachionidae. Inga underarter finns listade i Catalogue of Life.